# Дозорцев, Владлен Леонидович
Владлен Дозорцев (латыш. Vladlens Dozorcevs; род. 3 июля 1939) — советский и латвийский политик, публицист, сценарист, драматург, прозаик, поэт.

## Биография
Владлен Дозорцев родился 3 июля 1939 года в городе Рославле Смоленской области. По образованию филолог. Окончил филологический факультет Латвийского университета в 1963 году. Живёт в Риге.
Известен как автор психологической драмы «Последний посетитель», которая в считанные месяцы была поставлена в десятках советских театров, в том числе в ленинградском БДТ (премьера 29 января 1986, реж. Георгий Товстоногов, в ролях: Кирилл Лавров, Андрей Толубеев, Александр Романцов), Омском театре драмы (реж. Геннадий Тростянецкий), театре имени Моссовета (реж. Борис Щедрин) и имени Ермоловой (реж. Михаил Цитриняк). Пьеса «Последний посетитель» стала одним из лидеров 1986 года по количеству постановок в СССР.
«Последний посетитель» вызвал горячую зрительскую симпатию к своей системе фраз — в них заключено общественное негодование по поводу лиц, занимающих высокие посты, но не являющих собой образцы высокой морали.
По сценариям Дозорцева сняты десятки документальных и художественных фильмов, его пьесы ставились в 130 театрах СССР, в Германии, США, на Кубе, в Болгарии, Японии и других странах.
С 1988 года Владлен Дозорцев был главным редактором литературного журнала «Даугава», тираж которого достиг 110 тысяч экземпляров.
1-2 июня 1988 года участвовал в проведении Пленума творческих союзов Латвии, положившего начало созданию Народного фронта. Стал членом думы НФЛ.
Был избран депутатом Верховного Совета Латвийской ССР последнего созыва, который проголосовал 4 мая 1990 года за Декларацию о восстановлении государственной независимости Латвии.
Был одним из создателей Партии народного согласия Латвии.
Избирался депутатом шестого Сейма Латвии.
Согласно принятому Сеймом 4 мая 1999 года закону «О правовом положении и пенсиях депутатов Верховного Совета», за заслуги перед страной получил право на персональную пенсию в размере 80 % от текущей зарплаты действующих депутатов Сейма.
В 2000-е годы вернулся в литературу. В 2009 году обратился к жанру мемуаров, напомнив в книгах «Настоящее прошедшее время» и «Другой Юрканс» (2017) о событиях конца 1980-х — начала 1990-х годов, когда риторика Народного фронта Латвии «За вашу и нашу свободу» сменилась национализмом и разделением людей на граждан и неграждан.

## Литературная деятельность
Автор романа «Одинокий стрелок по бегущей мишени», повестей «Речь неофита на погребении овцы», «Объезд», поэтических сборников «Автострада», «Гон», «Печаль свободного полёта», «Двухтысячный год», «В ожидании Суда» (2007), «Персональный код» (2011), киносценариев художественных и документальных фильмов, пьес «Последний посетитель» и «Завтрак с неизвестными», имевших успех в 1980—1990-е годы; мемуаров.
Поэтические произведения Дозорцева включены в антологию 17 современных русских поэтов, вышедшую в Москве.
В 2012 году в Риге издана книга новых стихов «Персональный код», получившая латвийскую премию «Признание». В 2017 году вышла ещё одна книга воспоминаний Дозорцева, «Другой Юрканс» — биография первого министра иностранных дел восстановившей независимость Латвии Яниса Юрканса.

## Награды
В 2000 году Владлен Дозорцев получил Орден Трёх Звёзд (Командорский крест) — высшую государственную награду Латвии.

## Семья
Имеет троих детей: Андрей Дозорцев, Максим Дозорцев, Валерия Дозорцева.

## Фильмография
Сценарии к фильмам:
- Ждите «Джона Графтона» (1979)
- Вечерний вариант (1980)
- Чужой случай (1985)
- Объезд (1986)
- Дом без выхода (1988)

## Поэзия
- Символ веры (Разная лирика) 2011,
- Естественный отбор (Иронические стихи) 2011,
- Ноблес оближ (Иронические стихи) 2011,
- Вместо буриме (Философская лирика) 2010,
- Серпентарий (Любовная лирика) 2010,
- Nota bene (Разная лирика) 2010,
- Расизм (Иронические стихи) 2010,
- С Крита (Любовная лирика) 2010,
- Размышления у колонны Нельсона (Пейзажная лирика) 2010,
- Памяти парома (Разная лирика) 2010,
- Мечта (Разная лирика) 2010,
- По дороге на шрот (Иронические стихи) 2010,
- Репортаж с поминок (Разная лирика) 2010,
- Польдер (Разная лирика) 2010,
- Натюрморт (Пейзажная лирика) 2010,
- Опыт рецензии (Разная лирика) 2009,
- А капелла (Песни) 2009,
- Из воспоминаний однополчан (Иронические стихи) 2009,
- Форштадт (Разная лирика) 2009,
- Осенний дивертисмент (Разная лирика) 2009,
- После распада (Разная лирика) 2009,
- Из блокнота орнитолога (Иронические стихи) 2009,
- Из тетради «Версии» (Циклы стихов) 2009,
- Мёртвый сезон (Философская лирика) 2008,
- Из тура по югенду (Иронические стихи) 2008,
- Занимательная антропология (Иронические стихи) 2007,
- Профили (Гражданская лирика) 2007,
- Из тетради «Вид на жительство» (Циклы стихов) 2007,
- Из неотправленного (циклы стихов) 2007,
- Провинциальные зарисовки (Циклы стихов) 2007,
- Из цикла «Депрессивная зона» (Циклы стихов) 2007,
- Урок эротики (Циклы стихов) 2006,
- Меллужский цикл (Циклы стихов) 2006,
- В ожидании Суда (Циклы стихов) 2006.